# بدر العالم شريف هاشم جمال الدين
بدر العالم شريف هاشم جمال الدين (توفي عام 1702 أو بعد 1717) هو السلطان الثامن عشر لآتشيه دار السلام في شمال سومطرة. كان عهده القصير (1699–1702) بمثابة انتقال إلى ظروف غير مستقرة في آتشيه، حيث حاول أشخاص لا ينتمون إلى عائلة السلطان القديم حكم المملكة.

## التغيير الأسري
حكم آتشيه أربع سلطانات على التوالي في الفترة من 1641 إلى 1699. وفي نهاية القرن السابع عشر، طالب العديد من النبلاء بعودة السلاطين الذكور مرة أخرى. وصدرت فتاوى بأن حكم المرأة غير متوافق مع الشريعة. بدر العالم شريف هاشم هو سيد عربي حل محل السلطانة زينة الدين كمالة شاه وأصبح السلطان الثامن عشر لآتشيه دار السلام. يُعتقد أحيانًا أنه كان متزوجًا من السلطانة. وفقًا لنتائج د. كريسيليوس وإيا بيردو، كان ابن شريف إبراهيم جمال الليل، وشقيق بدر العالم زين العابدين جمال الليل، وسليمان جمال الليل. يُعتقد أنه ربما حكم بدر العالم زين العابدين جمال الليل آتشيه لمدة سبعة أشهر في عام 1699، قبل تنصيب بدر العالم على العرش.

## المعارضة
نظرت شركة الهند الشرقية الهولندية ، التي تأسست على الساحل الغربي لسومطرة، إلى السلطان الجديد باعتباره تهديدًا محتملاً. وعززت الحامية في ميناء باروس المهم في عام 1700 حيث "يقال أن السلطة عادت مرة أخرى في يد ملك ذي شخصية نارية". زار البريطاني ألكسندر هاملتون آتشية في مايو 1702. وأشار هاملتون إلى أن سوء إدارة بدر العالم ظاهريًا أثارت عداء بعض النبلاء. كذلك فرض رسوم ميناء على السفن الإنجليزية، وبالتالي أدى إلى إبعاد شركة الهند الشرقية الإنجليزية. وحدثت مظاهرات خارج القصر؛ حيث طالب الناس باستعادة الامتيازات الإنجليزية السابقة - وإلا فإنهم سيضعون ملكة جديدة أو سلطانة على العرش.
وفقًا للسجلات، عانى بدر العلم من مرض (على ما يبدو شلل الأطفال) مما منعه من أداء الصلاة. لذلك تنازل طوعًا عن عرشه عام 1702. ثم انسحب إلى قرية تانجونج القريبة من العاصمة لكنه توفي بعد 14 يومًا. تؤرخ بعض المصادر تنازله عن العرش عام 1709، وخلفه أخوه بدر العالم شريف لمتوي. من المحتمل أن التفاصيل الواردة في سجلات وفاته غير صحيحة، ففي عام 1717 قدم الهولنديون تصريح سفر إلى سلطان آتشيه السابق المسمى السيد هاشم لأداء فريضة الحج إلى مكة.